# Xã Martin, Quận Perkins, Nam Dakota
Xã Martin (tiếng Anh: Martin Township) là một xã thuộc quận Perkins, tiểu bang Nam Dakota, Hoa Kỳ. Năm 2010, dân số của xã này là 2 người.